# كارلا غيريرو
كارلا غيريرو (بالإسبانية: Carla Guerrero)‏ (23 ديسمبر 1987 بتشيلي - ) هي لاعبة كرة قدم تشيلية في مركز قلب الدفاع. شاركت مع منتخب تشيلي لكرة القدم للسيدات.

## وصلات خارجية
- كارلا غيريرو على موقع الاتحاد الدولي (مؤرشف)  (الإنجليزية)
- كارلا غيريرو على موقع قاعدة بيانات كرة القدم.إي يو (الإنجليزية)
- كارلا غيريرو على موقع Soccerway.com (الإنجليزية)
- كارلا غيريرو على موقع أوليمبيديا (الإنجليزية)